# Вирва Ілля Давидович
Ілля Давидович Вирва (20 липня 1888, с. Добренька, Натальїнська волость, Костянтиноградський повіт, Полтавська губернія, зараз Красноградський район, Харківська область — квітень 1938, м.  Дніпро) — член Катеринославської «Просвіти» з 23 лютого 1914, член Української Центральної Ради, один з активних діячів УСДРП у Катеринославі, кооператор. Жертва російського окупаційного терору.

## Життєпис
Народився у селянській родині. За спогадами його дружини Ольги, маму Вирви звали Вассою, а батька Давидом. Ілько мав братів — Пилипа, Івана, Аврама і двох сестер — Анастасію і Олену. Навчаючись у школі, Ілько зламав руку, і брати надали йому змогу вчитися.
З довідки-характеристики, виданої виконкомом Добренської сільради 20 лютого 1956: «За соціальним походженням з селян-середняків, його батько до революції мав 1 хату, коней 2 голови, землі до 7 гектарів, сім'ї було 8 чоловік. Сам Вирва Ілля Давидовим пішов з дитинства навчатися і в господарстві батька участі не брав. Батько і мати померли до революції. Брати Вирва Іван Давидович і Вирва Пилип Давидович за соцстановищем до революції були з середняків, обидва померли, брат Вирва Аврам Давидович жив хутором і до 1929 року був розкуркулений і сам висланий невідомо куди…»
Працював у Костянтинограді (в побуті — Конград, від 1922 — Красноград), за сім кілометрів від його села Добренька, а також телеграфістом у Решетилівці, їздив на роботу велосипедом.
Коли в 1956 відбувався процес реабілітації Вирви, надійшла довідка-характеристика на нього, видана виконкомом Добренської сільради 20 лютого 1956:

«За соціальним походженням з селян-середняків, його батько до революції мав 1 хату, коней 2 голови, землі до 7 гектарів, сім'ї було 8 чоловік. Сам Вирва Ілля Давидович пішов з дитинства навчатися і в господарстві батька участі не брав. Батько і мати померли до революції. Брати Вирва Іван Давидович і Вирва Пилип Давидович за соцстановищем до революції були з середняків, обидва померли, брат Вирва Аврам Давидович жив хутором і до 1929 року був розкуркулений і сам висланий невідомо куди…»

### Переїзд до Катеринослава
У якому році Вирва з'явився у Катеринославі — точно невідомо. В 1914 подавалася така його адреса: крамниця «Народньої торгівлі». На початку 1913 українцями в Катеринославі за адресою: вул. Поліцейська, 36 (нині — вул. Шевченка) було засноване нове споживче товариство «Народна торгівля» і, напевне, саме тут він робив свої перші кроки як український кооператор. Працює письмоводом, рахівником Катеринославської сільськогосподарської дослідної станції, яка мала контору на вул. Гоголя, а поля в районі залізничної станції Ігрень.
У 1910–1918 Вирва — активний член УСДРП. За спогадами дружини, його друзями і соратниками по партії були Михайло Авдієнко, Федір Дубовий, Дмитро і Марія Лисиченки. У 1915 Вирва жив з Лисиченками по вул. Первозванівській, 89 (нині Короленка) — комплекс одноповерхових будинків під цим номером зберігся до нашого часу.
За архівними матеріалами Катеринославської охранки за 1915, Вирва був секретарем Катеринославського комітету УСДРП з партійною кличкою «Ілько». Жандарми присвоїли йому «кличку наружного наблюдения» — «Читальний». Вирва був учасником наради, про яку агент жандармів «Майський» (Василь Скачков) доповідав 29 жовтня 1915:

«В квартирі Лисиченка, власника книгарні „Слово“ в місті Катеринославі 29 жовтня відбулися збори видних партійних працівників місцевої організації, на яких був присутній і читав доповідь з питань щодо становища справ організаційної роботи партії взагалі прибулий з Харкова представник Харківської організації УСДРП» (йдеться про Юрія Тищенка-Сірого, який тоді жив під іменем Федора Павловича Гараха).

Той же агент доносив, що 31 жовтня «Федір Павлович» був на зборах в приміщенні Катеринославської міської «Просвіти»: «Збори ці були чисто партійними». А щодо активістів УСДРП агент сповіщав таке:

«Більш активні члени Катеринославської організації УСДРП поставили мету обладнати в місті Катеринославі нелегальну партійну друкарню… Друкарня буде пристосована до друкування нелегальної газети „Наше життя“ розміром поштового аркуша великого формату, а також інших нелегальних видань. Шрифт і частини друкарні перевезено сюди з Києва».

Інший агент «Покровський» 1 листопада 1915 сповіщав:

«Передбачається віддрукувати в Катеринославі черговий номер журналу „Боротьба“, заголовити його закордонним виданням УСДРП. Матеріал для цього журналу вже є. Затримка лише в обладнанні друкарні, яку організація планує поставити до Катеринослава».

Тут же агент серед активних членів називає Вирву і Сторубля. А проведені 15 листопада 1915 у Кам'янці на лівобережжі Дніпра об'єднані збори українських соціал-демократів і російських (більшовиків) прискорили репресії.
До листопада 1915 Вирва працював на Катеринославській дослідній сільськогосподарській станції під безпосереднім керівництвом Віктора Таланова (1871–1936), який очолював цю станцію, а після Лютневої революції увійшов до комітету Трудової народно-соціалістичної партії. Саме в цей час (1912–1916) В. Таланов вперше в Російській імперії почав селекцію міжсортових гібридів кукурудзи, згодом — автор цінних сортів пшениці, один з найвизначніших українських селекціонерів, академік, заступник академіка Миколи Вавилова.

### Арешти. Участь в Центральній Раді. Заслання
Вирву заарештовано, як і інших діячів партії, у ніч на 27 листопада 1915. В арештованого знайшли револьвер системи «Браунінг» з 25 набоями для нього. Це, звісно, лише ускладнило його становище. На прохання начальника Вирви, завідувача обласної сільськогосподарської станції В. Таланова, відбулося його побачення з заарештованим. У 1916 Вирва разом з іншими провідниками партії Федором Дубовим та Іваном Романченком засуджено на чотири роки каторжних робіт. З ув'язнення їх звільнила Лютнева революція 1917. Він активно включається в місцеве суспільно-політичне життя. Вже у березні 1917 на кооперативному з'їзді в Катеринославі разом з П. Коробчанським та ін. кандидатами обирається до Всеукраїнської Ради робітничих депутатів і відтак входить до складу Української Центральної Ради, затвердженої 8 серпня 1917. Коли висувався кандидатом у гласні міської думи, у списках серпня 1917 подано таку адресу: Первозванівська, буд. Фрейєр.
Тоді ж Вирва разом з І. Трубою та В. Бідновим обирається гласним до міської думи. Восени 1917 М. Козіленко стає головою правління Союзу споживчих товариств, а Вирва — секретарем («Селянська спілка».— Катеринослав.— 1917.— 25 листопада). Бере активну участь в налагодженні українського кооперативного руху на Придніпров'ї, обіймає високі посади в організації «Губспоживач», місцевого відділення «Українбанку».
Як український діяч, неодноразово заарештовувався — 26 вересня 1919 денікінцями, а 18 травня 1920 разом з іншими чільними українськими кооператорами Катеринослава М. Ємцем, І. Герасимовим, Ф. Сторублем та В. Павловим притягнутий Катеринославським ревтрибуналом до судової відповідальності «за спекуляцію й шахрайство», про що йшлося в статті Е. Квірінга «Кооператоры или спекулянты» («Звезда». — 1920. — 11 лютого. — Ч. 183). Проте судом виправданий.
Першим шлюбом Вирва був одружений з Галиною Грюнтер, яка померла під час пологів.
Вдруге одружився в 1922 на Ользі Биковій (1898–1983) — доньці відомого місцевого діяча, письменника і журналіста, члена Мануйлівської «Просвіти» Миколи Бикова (1857–1917). У 1923 у них народився син Микола. Жили вони або в міському биковському будинку по вул. Жуковській, 5, або по вул. Свердловській, 16-а (нині вул. Ясельна в АНД районі).
У 1925 Вирва «за активное участие в националистической контрреволюционной организации» притягався до судової відповідальності. Наступний арешт — восени 1929, коли в Дніпрі в одну ніч було заарештовано масу українських діячів у справі «Спілки визволення України». Після півторамісячного ув'язнення «за недоказанностью» його звільнено з тюрми.
10 березня 1931 Вирва заарештований знову. Це сталося після арешту в тодішній столиці Харкові активного організатора споживчої кооперації в Україні Дмитра Коліуха (бл. 1882 — бл. 1937), який в 1917–1920 очолював правління Дніпросоюзу (головну установу Союзу кооп. спілок України), а в лютому-квітні 1918 був міністром харчо'вих справ в уряді В. Голубовича, з 1920 — заступник голови правління Вукоопспілки і голова Кооптаху, деякий час очолював Укрзовнішторг.
У 1931 Коліуха заарештовано органами ГПУ у справі «Українського Національного Центру» і заслано в Середню Азію, де він і помер. У тій же справі був заарештований і відомий київський кооператор, автор ряду праць з історії кооперації в Україні Павло Височанський. І Коліух, і Височанський були змушені свідчити, нібито Вирва був членом їхньої «підпільної» організації у Дніпрі (Вирва з 1923 по 1931 працював інспектором кооперативного кредиту «Українбанку»). А Коліух під тиском ГПУ твердив, буцімто Вирва очолював філію їхньої організації в Дніпрі.
З обвинувального вироку:

«При ліквідації контрреволюційної орг-ції даними слідства ПГТУ УРСР було встановлено, що до вказаної організації належить гр-н м. Дніпропетровська — Вирва Ілля Давидович. На підставі цих даних гр-н Вирва був підданий арешту і притягнутий як звинувачений за ознаками злочинів, передбачених ст. 54-11 КК УРСР. У процесі здійснення попереднього слідства встановлено, що Вирва Ілля з 1918 року належав до УСДРП (фактично належав до неї значно раніше), тривалий період був головою Катеринославської організації УСДРП. У період перебування в Україні петлюрівщини був членом Центральної Ради.
Будучи притягнутим до слідства, Вирва спочатку визнав свою приналежність до укр. контрреволюційної організації, вказавши, що завербований в таку Височанським Павлом Федоровичем у Харкові в 1925 році, однак через деякий період від своїх свідчень відмовився і в подальшому категорично відкидає свою приналежність до контрреволюційної організації».

І все-таки Вирву звинуватили в тому, що «будучи антирадянськи настроєним у 1925 році вступив членом української контрреволюційної організації, яка ставила своєю метою насильницьке і збройне повалення радвлади і заміну її іншою».
Оперуповноважений Лифар ухвалив слідчу справу № 231 по звинуваченню Вирву направити на розгляд судтрійки при колегії ГПУ УРСР. У складеному в Дніпрі 4 листопада 1931 обвинувальному вироку оперуповноважений ГПУ пропонував вислати його в Північний край строком на 5 років. Вирва на той час знаходився в Дніпропетровському БУПРі (будинок примусових робіт або будинок попереднього ув'язнення) і з того дня «перечисляется содержанием» за судтрійкою при колегії ГПУ УРСР.

Ілько Вирва після заслання.

Судтрійка слухала справу Вирви 21 березня 1932 і ухвалила: з-під варти його звільнити, заборонивши проживання в 12-ти пунктах терміном на три роки, рахуючи термін від 10 березня 1931. Вирва вислали на Північ, звідки він повернувся до Дніпра в 1934. Став працювати в промисловій кооперації, а потім у товаристві політкаторжан бухгалтером.
Останній арешт Вирви відбувся 26 березня 1938. Сталося це в їхньому будинку по вул. Свердловській на Воронцовці. При обшуку була присутня сусідка і сестра дружини Ольги — Галина Ємець, яка жила в сусідньому будинку по вул. Свердловській, 16. Її чоловіка розстріляють 25 жовтня 1938. При обшуку у Вирви вилучили «різне листування». З його відповідей на анкету випливало, що за професією він — економіст, місце служби — облшкірпромсоюз, соціальне походження — з селян-куркулів, освіта — незакінчена вища.
На допиті 7 квітня 1938 Вирва відкидав звинувачення в тому, що він до 1938 був керівником контрреволюційної повстанської націоналістичної орг-ції. Він лише визнавав свою «провину» в активній діяльності під час національно-визвольних змагань:

«З 1918 по 1920 я, будучи переконаним націоналістом-українцем, посідав вельми великі командні пости в націоналістичних орг-ціях, мав відповідний вплив на робітників і селян, проводив активну боротьбу проти рад. влади…
В 1920 з відходом уряду Петлюри з України я залишався в Дніпропетровську, спочатку проживав на нелегальному становищі, а коли з'явилася радянська влада, я припинив з нею боротьбу».

Слідство і суд були стрімкими: арешт відбувся 26 березня, а засідання трійки управління НКВС по Дніпропетровській області вже 11 квітня 1938. У провину Вирві додали ще й вигадану приналежність до меншовиків, що додатково свідчить про поквапливий і фальсифікований характер всієї справи. Трійка ухвалила усіх шістьох заарештованих у цій справі розстріляти, а все особисто належне їм майно конфіскувати. Разом з Вирвою були розстріляні свідомі українці Яків Капустян, Артем Капустян, Трохим Зеленський, Сергій Бондаренко і Трохим Сахарцев. Усіх їх реабілітовано постановою президії Дніпропетровського обласного суду від 16 травня 1956.
Син Вирви Микола (1923–1982) жив і навчався в Дніпрі. Брав участь у Другій світовій війні на Ленінградському фронті. Закінчив Горьковське військове училище і Московський педінститут ім. Н. Крупської. Служив у збройних силах, після демобілізації жив і працював у м. Одинцово Московської області інструктором міськкому КПРС. Його мама, Ольга, вийшовши на пенсію, переїхала до сина в м. Одинцово. Микола Вирва помер 7 березня 1982, Ольга Вирва — 5 січня 1983. Вони поховані на Лайковському кладовищі м. Одинцово.
(Додатковою інформацією про Вирву і його родичів поділилася його невістка Ніна Вирва з м. Одинцово Московської області).

## Родина
Дружини — Галина Грюнтер, Ольга Бикова.
Син — Микола Вирва (1923—1982).